# Ollie Powers
Ollie Powers (eigentlich Oliver Powell, * 1886 in Louisville (Kentucky); † April 1928 in Chicago) war ein US-amerikanischer Musiker (Gesang, Schlagzeug) und Bandleader des Chicago-Jazz.
Powers trat ab 1914 in Chicago mit dem Panama Trio als Vaudeville-Sänger auf, außerdem im Duo mit dem Pianisten Shelton Brooks. In den frühen 1920er-Jahren spielte er in der Fields Crackerjack Band; 1923 arbeitete er mit einer eigenen Band, den Harmony Syncopators, mit der er in bekannten Veranstaltungsorten wie dem Dreamland Cafe, Lincoln Gardens und Paradise Gardens auftrat. 1923 entstanden Plattenaufnahmen für Paramount Records („Play That Thing“). Seiner Band gehörten u. a. Tommy Ladnier und Jimmie Noone an, im Oktober 1924 wirkten auch Lil und Louis Armstrong in Ollie Powers’ Dreamland Band.
Powers spielte auch mit Frankie Jaxon. Bei zwei weiteren Paramount-Sessions wurde er als Vokalist u. a. von Clarence M. Jones („Pensacola Joe“) sowie von Bernie Young, Preston Jackson, Stump Evans und Cassino Simpson begleitet („Jazzbo Jenkins“). Nach Tom Lord war er zwischen 1923 und 1925 an vier Aufnahmesitzungen beteiligt. Er starb 1928 an den Folgen einer Diabeteserkrankung; Louis Armstrong spielte bei seiner Beerdigung.